# Gran Premio dell'Industria di Civitanova Marche
Il Gran Premio dell'Industria è una corsa in linea maschile di ciclismo su strada che si disputa ogni marzo a Civitanova Marche, in Italia. Riservata a Elite e Under-23, è parte del calendario nazionale della FCI come prova di classe 1.12.

## Albo d'oro
Aggiornato all'edizione 2023.
| Anno      | Vincitore         | Secondo           | Terzo               |
| --------- | ----------------- | ----------------- | ------------------- |
| 2008      | Marco Belli       | Francesco Lasca   | Alessio Abbruzzetti |
| 2009      | Giacomo Nizzolo   | Matteo Pelucchi   | Francesco Lasca     |
| 2010      | Manuel Fedele     | Ramon Baldoni     | Davide Censori      |
| 2011      | Thomas Fiumana    | Mattia Marcelli   | Ramon Baldoni       |
| 2012      | Antonio Viola     | Davide Censori    | Ramon Baldoni       |
| 2013-2017 | non disputato     | non disputato     | non disputato       |
| 2018      | Gianmarco Begnoni | Ahmed Galdoune    | Enrico Zanoncello   |
| 2019      | Michele Corradini | Federico Molini   | Francesco Giordano  |
| 2020      | Enrico Zanoncello | Nicolás Gómez     | Tommaso Fiaschi     |
| 2021      | Davide Persico    | Gregorio Ferri    | Manuel Pesci        |
| 2022      | Matteo Pongiluppi | Francesco Carollo | Francesco Di Felice |
| 2023      | Lorenzo Cataldo   | Michael Zecchin   | Alessandro Motta    |